# Michel Aupetit

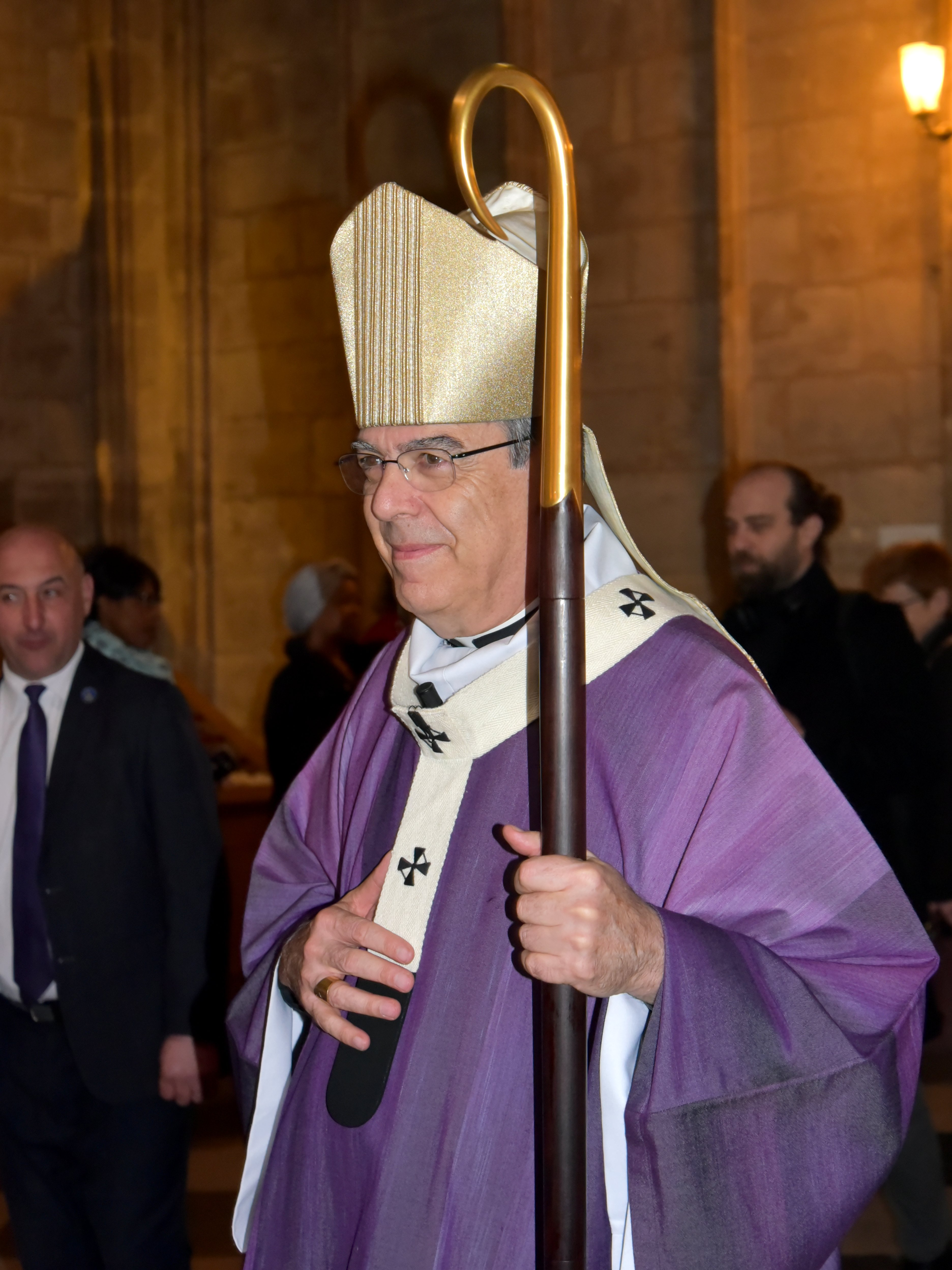
Erzbischof Michel Aupetit (2019)

Michel Christian Alain Aupetit (* 23. März 1951 in Versailles) ist ein französischer Arzt, Bioethiker und Geistlicher. Von 2017 bis 2021 war er römisch-katholischer Erzbischof von Paris.

## Leben
Michel Aupetit stammt aus einer kirchenfernen Familie. Mit 20 Jahren kaufte er sich eine Bibel, die ihm den Weg zum christlichen Glauben erschloss. Er absolvierte zunächst ein Medizinstudium an der Medizinischen Fakultät in Créteil und war zwölf Jahre lang in Colombes als Arzt tätig. Im Alter von 39 Jahren trat er in das Priesterseminar ein und empfing am 24. Juni 1995 die Priesterweihe für das Erzbistum Paris. Von 1997 bis 2006 besuchte er Weiterbildungen in Bioethik am Universitätsklinikum Henri Mondor in Creteil. Nach verschiedenen Aufgaben in der Pfarrseelsorge war er von 2006 bis 2013 Generalvikar des Erzbistums Paris.

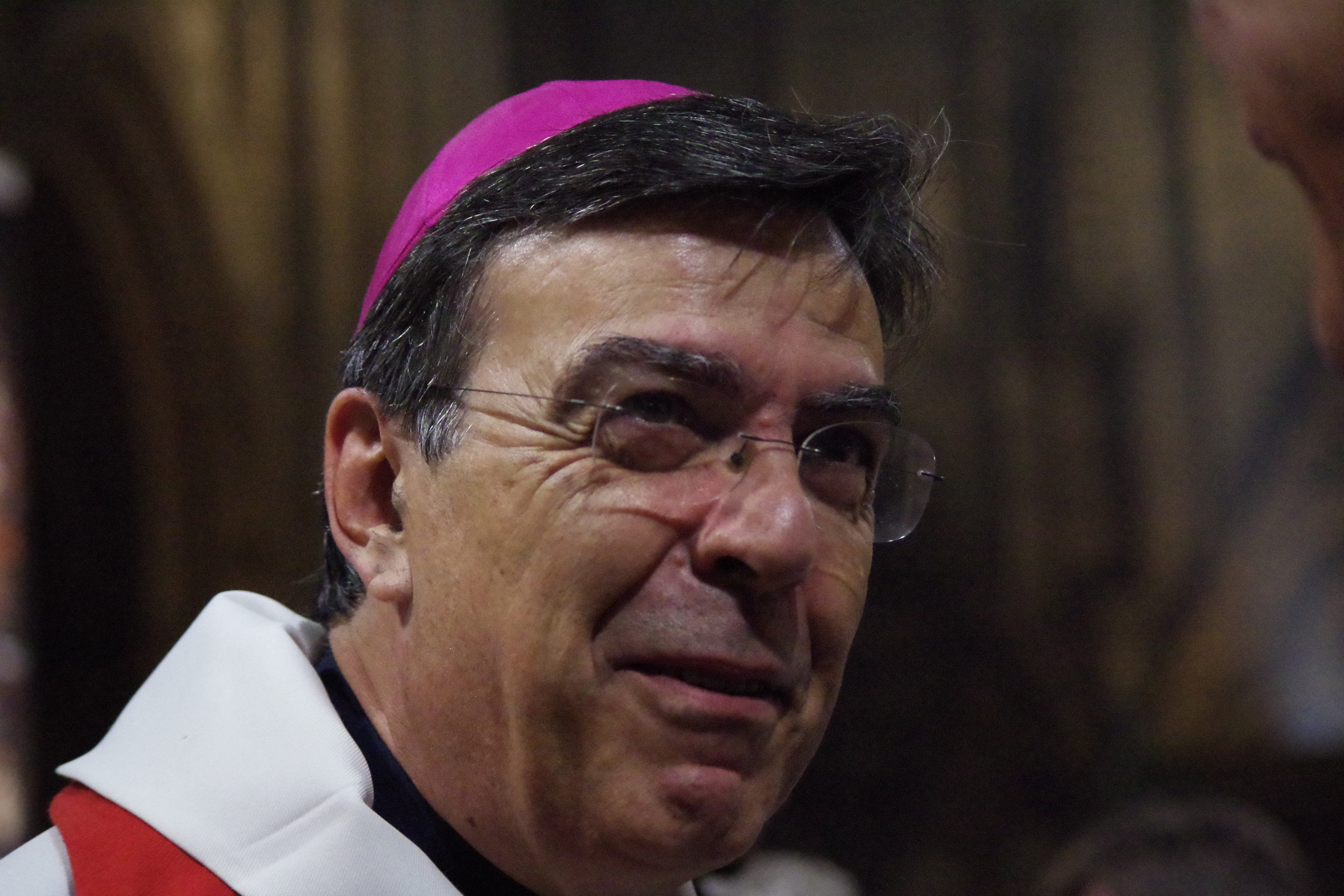
Aupetit in seiner Zeit als Bischof von Nanterre (2015)

Am 2. Februar 2013 ernannte ihn Papst Benedikt XVI. zum Titularbischof von Maxita und zum Weihbischof in Paris. Der Erzbischof von Paris, André Armand Kardinal Vingt-Trois, spendete ihm am 21. April desselben Jahres die Bischofsweihe; Mitkonsekratoren waren Éric Marie Pierre Henri Aumonier, Bischof von Versailles, und Jean-Yves André Michel Nahmias, Bischof von Meaux.
Am 4. April 2014 ernannte ihn Papst Franziskus zum Bischof von Nanterre. Die Amtseinführung fand am 4. Mai desselben Jahres statt. Am 7. Dezember 2017 ernannte er ihn als Nachfolger von André Vingt-Trois zum Erzbischof von Paris. Die Amtseinführung fand am 6. Januar des folgenden Jahres statt. Am 8. Januar 2018 ernannte ihn der Papst zudem zum Ordinarius für die Gläubigen der orientalischen Riten ohne eigene Hierarchie in Frankreich.
Am 22. Dezember 2018 ernannte ihn Papst Franziskus zum Mitglied der Kongregation für die Bischöfe und am 13. Juli 2019 für fünf Jahre zum Mitglied der Kongregation für den Klerus.

## Bioethische Positionen
In Fragen der Bioethik vertrat Aupetit konservative Positionen. Er lehnte die gleichgeschlechtliche Ehe ab und beteiligte sich zusammen mit anderen ähnlich gesinnten katholischen Würdenträgern an „Märschen für das Leben“ (marches pour la vie) gegen Schwangerschaftsabbrüche. In der Diskussion über das französische Bioethik-Gesetz lehnte er die künstliche Befruchtung bei lesbischen Paaren ab. Kinder würden dadurch unter dem Vorwand, ein Wunschkind zu sein, zu einem einfachen Gebrauchsgegenstand, der wie beispielsweise ein Smartphone oder Auto für die Erwachsenen hergestellt werde.

## Rücktritt
Wegen einer von dem Politmagazin Le Point enthüllten angeblichen Affäre mit einer Frau bot er dem Papst im November 2021 seinen Rücktritt an, der am 2. Dezember 2021 angenommen wurde. Aupetit gab zu, ein „doppeldeutiges Verhältnis zu einer Frau“ gehabt zu haben, bestritt aber eine Liebesbeziehung oder sexuelle Beziehung. Die Identität der Frau wurde in der Öffentlichkeit nicht bekannt. Papst Franziskus bedauerte den Rücktritt Aupetits als „ungerecht“. Die Demission Aupetits sei nicht wegen dessen eher milden Verstoßes gegen den Zölibat erfolgt, sondern weil der Bischof sein Amt angesichts der Klatschberichterstattung nicht mehr habe ausüben können. Sein Nachfolger als Erzbischof wurde Laurent Ulrich.